# Kawasaki (Miyagi)
Pour les articles homonymes, voir Kawasaki.
Kawasaki (川崎町, Kawasaki-machi) est un bourg du district de Shibata, dans la préfecture de Miyagi, au Japon.

## Géographie

### Démographie
Au 1er décembre 2014, la population de Kawasaki s'élevait à 9 284 habitants répartis sur une superficie de 270,80 km2.